# Malvina punctata
Malvina punctata är en stekelart som beskrevs av Cameron 1889. Malvina punctata ingår i släktet Malvina och familjen hyllhornsteklar. Inga underarter finns listade i Catalogue of Life.